# Gunniopsis zygophylloides
Gunniopsis zygophylloides är en isörtsväxtart som först beskrevs av Ferdinand von Mueller, och fick sitt nu gällande namn av Friedrich Ludwig Diels. Gunniopsis zygophylloides ingår i släktet Gunniopsis och familjen isörtsväxter. Inga underarter finns listade i Catalogue of Life.